# Bohdanovice
Vesnice Bohdanovice (1869 Bohdanovy, něm. Boidensdorf nebo Beudensdorf ) je částí obce Jakartovice, nacházející se v okrese Opava, v Moravskoslezském kraji.

## Historie
První písemná zmínka pochází z roku 1265, kdy byla uváděna jako majetek velehradského kláštera. Tvrz uváděná roku 1436 zanikla beze stopy. Roku 1534 Bohdanovice přešly pod panství Velké Heraltice. Až do poloviny 20. století se v okolí těžila pokrývačská břidlice.

## Pamětihodnosti
- kostel sv. Michaela – postaven v barokním slohu roku 1770, přestavěn po požáru v roce 1845
- lidová architektura – statky č.p. 2 a 32 s empírovými štíty zdobenými malovaným štukem

## Galerie

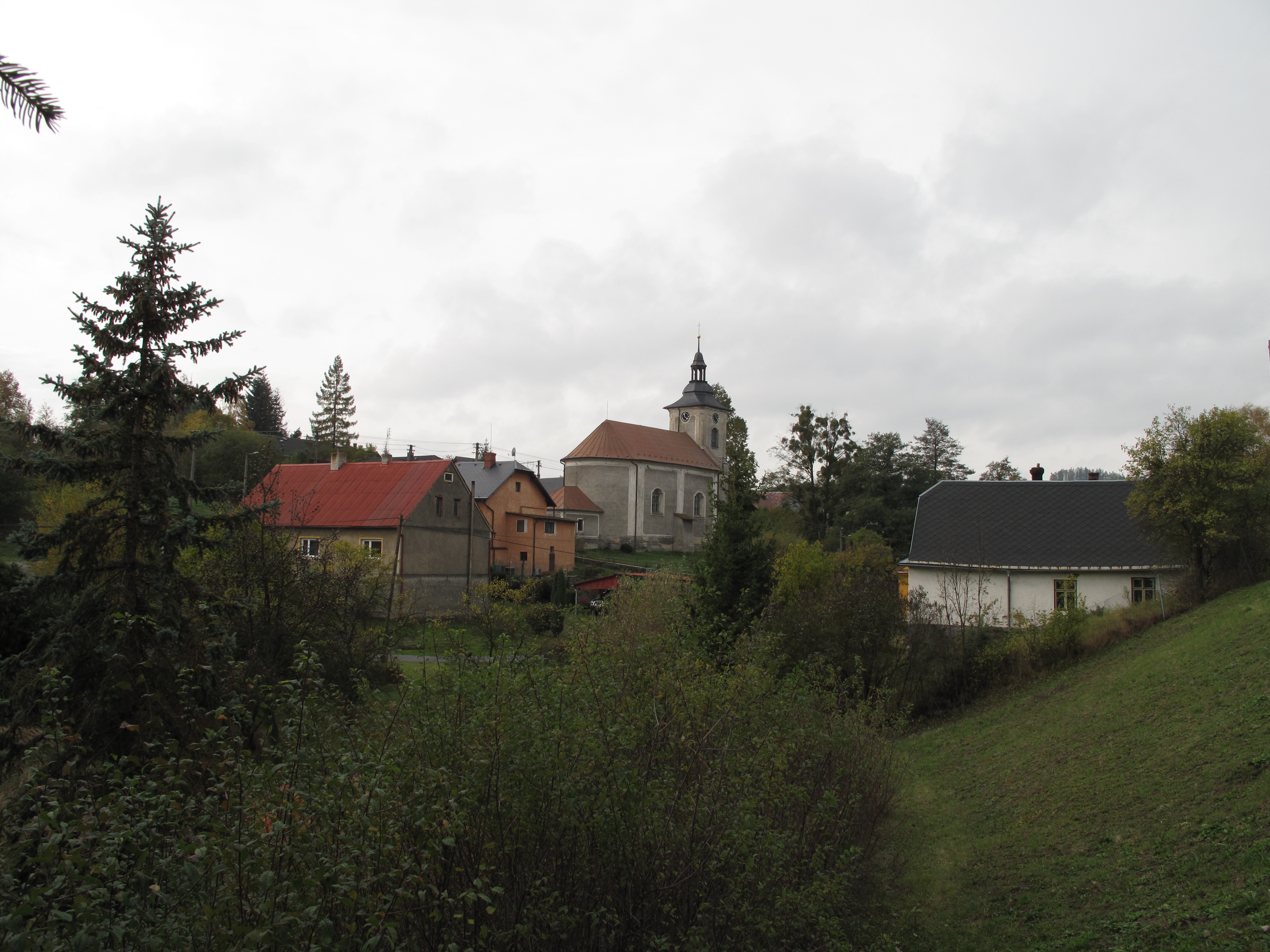
Kostel sv. Michala
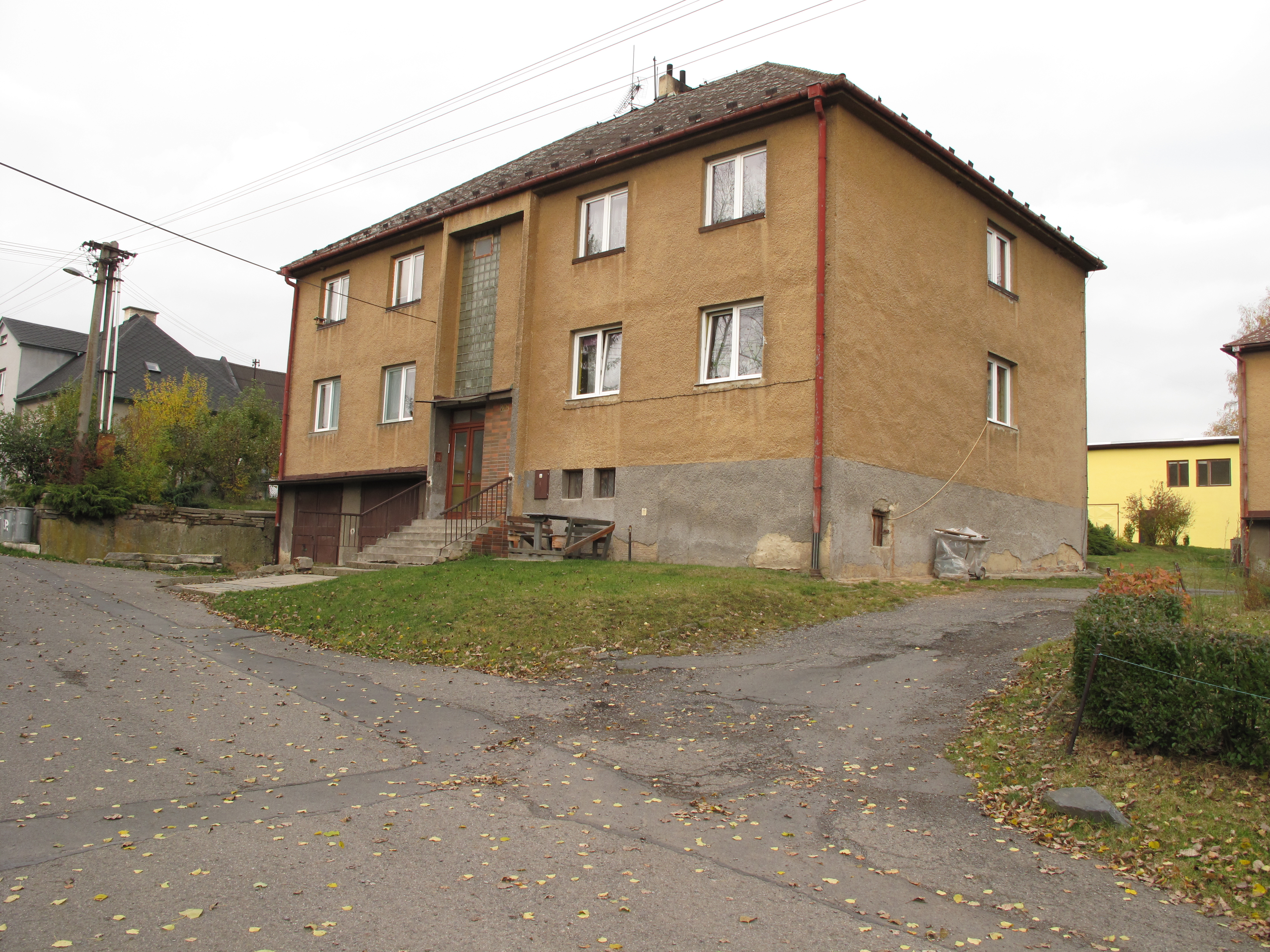
Bytovka
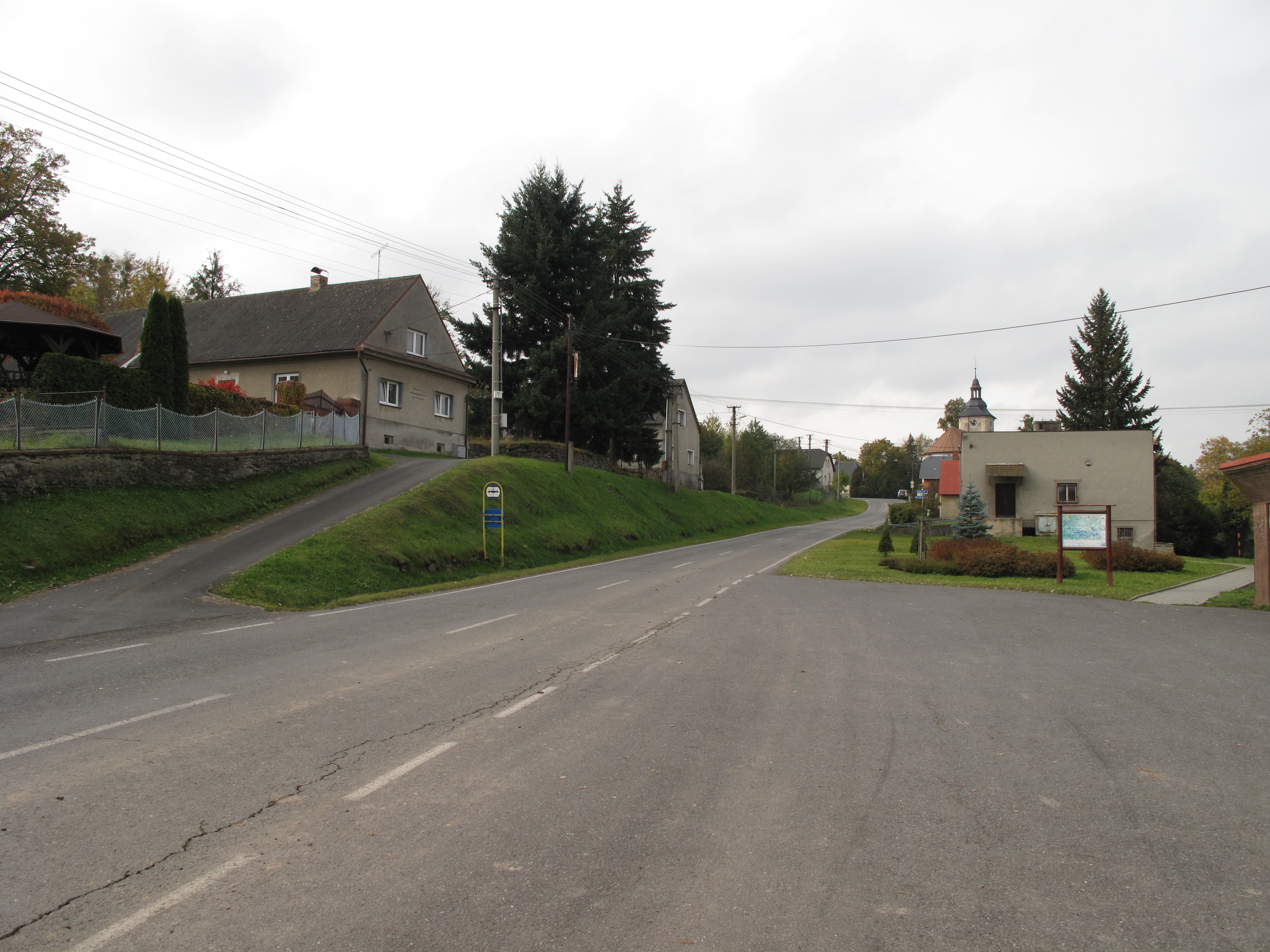
Autobusová zastávka